# Esmeralda (personaje)
Esmeralda o La Esmeralda (en francés, le llaman literalmente la Esmeralda), nacida como Agnes, es un personaje ficticio de la novela de 1831 de Victor Hugo Nuestra Señora de París (también conocida popularmente como Notre Dame de París o El jorobado de Notre Dame), ambientada en 1482 y homenaje al antiguo París gótico y medieval. Es una joven gitana parisina (aunque al final del libro se revela que su madre biológica era una mujer paya). Ella atrae la atención de los hombres con sus bailes seductores, y rara vez se la ve sin su inteligente cabra Djali. Tiene alrededor de dieciséis años de edad y es de naturaleza amable y generosa. Se llama Esmeralda porque lleva un collar con una piedra preciosa de ese tipo.

## Argumento

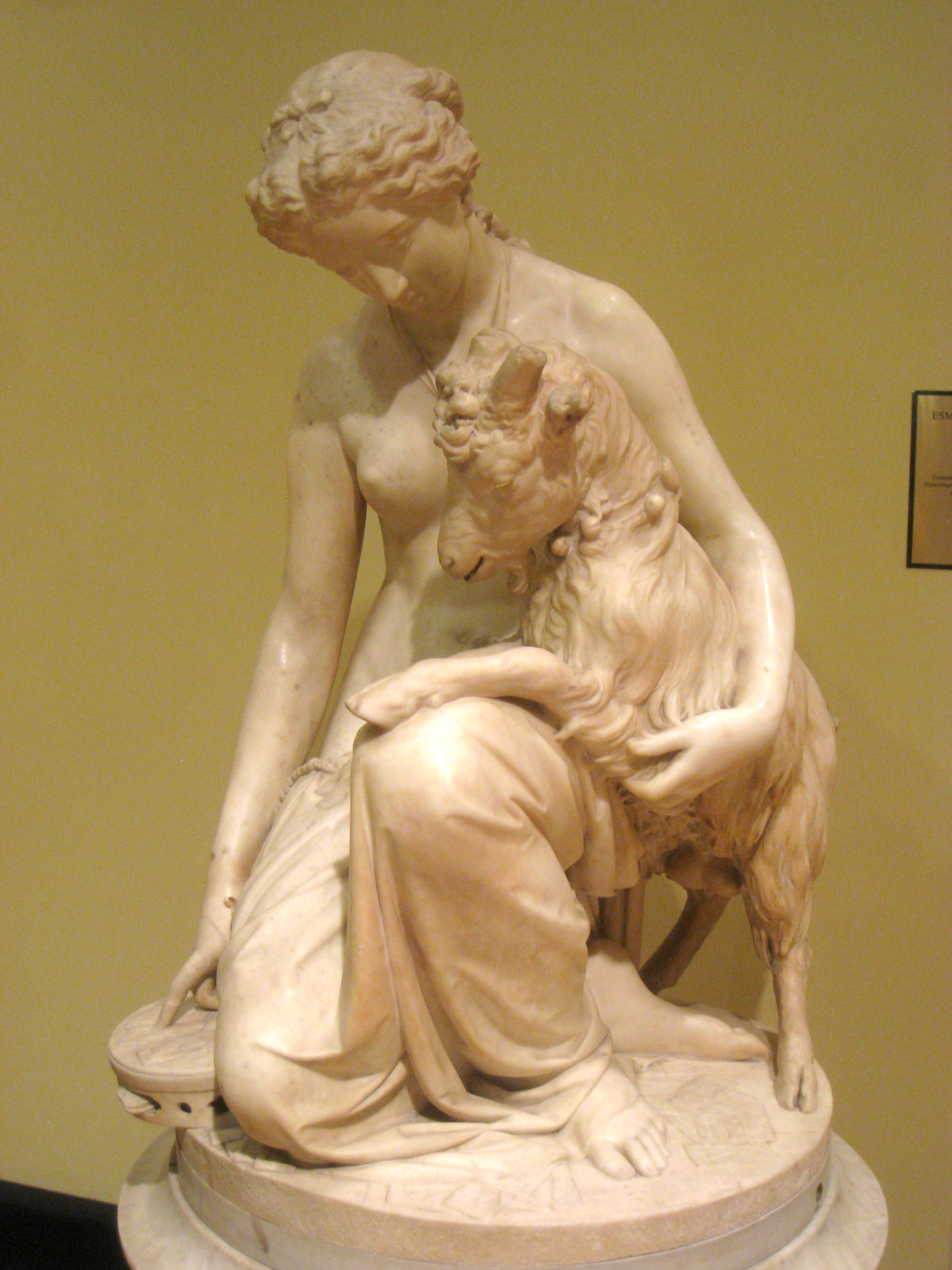
Esmeralda y la cabra Djali, por Antonio G. Rossetti (1870)

Es hija de Paquette Guybertaut, apodada 'La Chantefleurie', hija huérfana de un juglar que vive en Reims. Tras ser seducida y abandonada por un joven noble, Paquette, pobre y sola, se ve obligada a prostituirse para mantener a la hija que ha dado a luz y a la que llama Agnes. Su nacimiento la hace feliz y viendo que es una madre dedicada, los vecinos empiezan a perdonar su desliz. Pero la tragedia la golpea cuando gitanos de paso secuestran a su bebé dejando en su lugar otro bebé deforme. Los vecinos concluyen que los gitanos se han comido a la bebé y Paquette huye desesperada de la ciudad. El bebé deforme es exorcizado y enviado a París, dejándolo expósito en la catedral de Nôtre-Dame. Allí lo cría el archidiácono Claude Frollo, nombrándolo Quasimodo.
Quince años más tarde, Agnes es Esmeralda y vive feliz con los gitanos de París, ganando unas monedas con su baile. Su cabra amaestrada Djali la acompaña al son de la pandereta y también realiza trucos. Durante las fiestas de la Epifanía, Frollo la ve y despierta su pasión, por lo que envía a Quasimodo a secuestrarla. En la calle aparece el capitán Febo, que la rescata. Esmeralda se enamora del apuesto joven con toda la fuerza del primer amor. Esa misma noche, en la Corte de los Milagros donde residen los gitanos, pícaros y ladronzuelos de la ciudad, su líder, el rey Clopin Trouillefou, se prepara a ejecutar a un poeta llamado Pierre Gringoire por adentrarse en su territorio, a menos que acepte casarse con una de ellos. Por compasión, Esmeralda acepta casarse con él. Una vez solos, la joven le deja claro que tan solo le tolera y no debe tocarla. Conserva un amuleto de sus padres que está convencida le ayudará a encontrarles mientras ella mantenga su virtud. Él acepta.
Al día siguiente, cuando Quasimodo es condenado a la picota por su intento de secuestro, Esmeralda, su víctima, se apiada de él y le sirve agua. Con ese gesto despierta un profundo amor en el muchacho, aunque debido a su aspecto físico, ella le rechaza cuando trata de besarle la mano agradecido. Mientras, desde una ventana cercana, Paquette, ahora llamada hermana Gudula y encerrada como anacoreta, la maldice porque los gitanos se comieron a su bebé.
Unas semanas más tarde, Esmeralda vuelve a encontrarse con el capitán Febo y se atreve a declararle su amor. Febo, solo interesado en su belleza, aprovecha para atraerla a su habitación, besarla y, fingiendo que también la ama, le pregunta el motivo del matrimonio (en realidad, él está prometido a una joven noble). Esto entristece a Esmeralda y Febo finge entristecerse también diciéndole que no debe amarle. Esmeralda, ingenua, le contesta que le ama y hará cualquier cosa que desee. Febo vuelve a besarla y empieza a desatarle los cordones de la camisa. Frollo, que los observaba desde detrás de la puerta, irrumpe en la estancia loco de celos y apuñala a Febo antes de huir precipitadamente mientras Esmeralda se desmaya. Es detenida y juzgada por asesinato, pues una serie de malentendidos hacen suponer que el capitán ha muerto. Ella proclama su inocencia, pero confiesa cuando es amenazada con aplicarle la bota. En la celda esperando a ser ejecutada, Frollo la visita y, mientras ella se esconde en una esquina, él le confiesa la pasión que ha despertado en él y el conflicto interno que le provoca, dándole un ultimátum, o entregarse a él o morir. Ella prefiere ser ejecutada. Al día siguiente, Quasimodo baja por una cuerda de la catedral al patíbulo y se la lleva al interior del templo gritando a la multitud: "¡Santuario!".

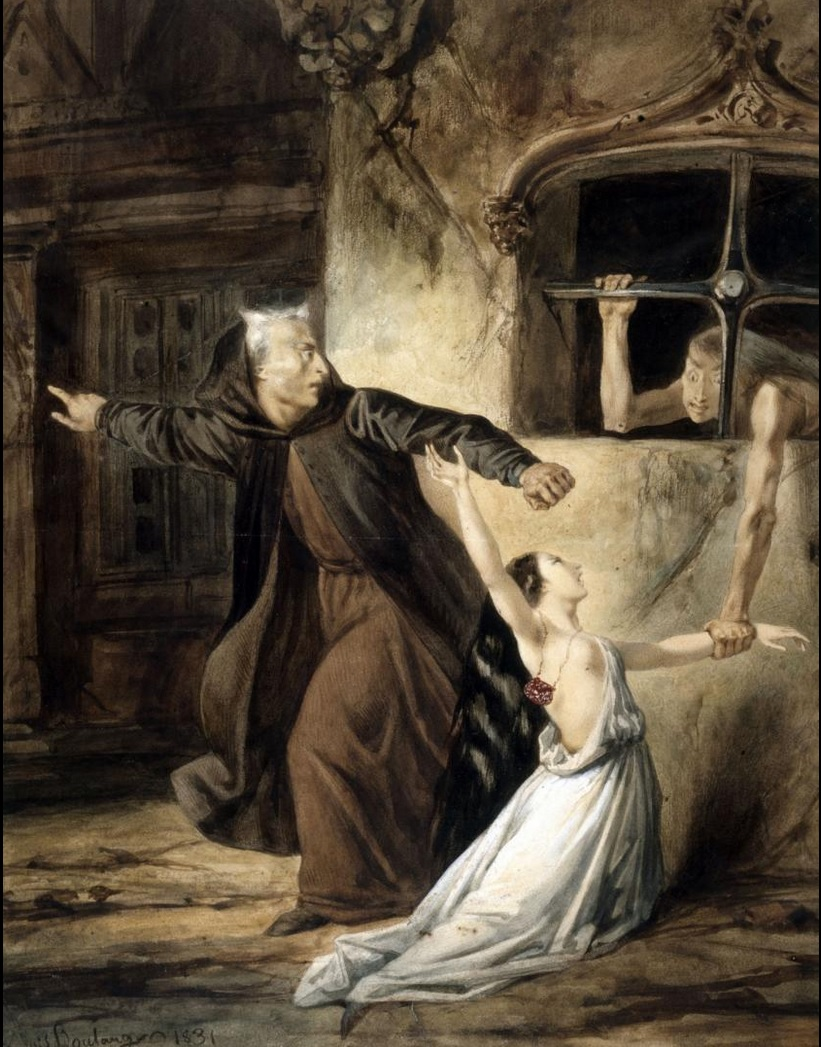
Frollo entregando a Esmeralda a la anacoreta Gudula, dibujo de Louis Candide Boulanger, 1831.

Quasimodo le prepara una celda para su comodidad y poco a poco ella ve más allá de su deformidad y se hacen amigos. Él le da un silbato de plata, una de las pocas cosas que puede oír, pues es casi sordo, y le explica que lo toque siempre que necesite ayuda. Un día ella ve a Febo caminando por la catedral y le pide a Quasimodo que le siga. El jorobado lo encuentra saliendo de casa de su prometida y le dice que Esmeralda quiere verle; creyendo que la chica había muerto, Febo toma a Quasimodo por un demonio invocado por la gitana desde el infierno y huye aterrado. Quasimodo regresa y le dice que no encontró a Febo.
Pasan unas semanas tranquilos, mientras Frollo permanece en sus aposentos pensando qué hacer. Una noche, sin poder contenerse más, toma la llave maestra de la catedral, entra en la habitación de Esmeralda y se abalanza sobre ella intentando violarla. Esmeralda despierta aterrorizada y mientras trata de defenderse, agarra el silbato y lo toca. Antes de que Frollo pueda entender la acción, Quasimodo entra, lo sujeta y lo lanza contra la pared. Cuando lo agarra para rematarlo, la luz de la luna ilumina su rostro y Quasimodo se detiene sorprendido al reconocerlo. Frollo se marcha diciendo a Esmeralda que si él no puede poseerla, nadie lo hará.
Frollo informa falsamente a Gringoire que el Parlamento va a retirar la protección del santuario a Esmeralda y que van a enviar soldados para apresarla a la fuerza. A regañadientes, Gringoire acepta preparar un plan con él para salvarla. La noche siguiente, el poeta dirige a todos los gitanos de París hacia la catedral. Quasimodo, interpretando erróneamente el ataque, trata de defender a la muchacha atacando a la turba con todas las defensas de la catedral. Se informa de los disturbios al rey Luis XI, que envía una partida de soldados (incluido Febo) para que disuelvan el desorden y ahorquen a la gitana. Los gitanos son masacrados mientras Quasimodo corre a la celda de Esmeralda, desesperándose al encontrarla vacía.
Gringoire y un desconocido encubierto se la han llevado en secreto, alejándose en un bote por el Sena. Ella se desvanece al oír gritos clamando por su muerte. Al despertar, Gringoire no está y el otro se descubre. Es Frollo, que vuelve a ofrecerle entregarse a él o ser ejecutada por los soldados. Esmeralda vuelve a negarse y furioso, la arroja en brazos de Gudula, que ha salido de su celda. Allí, las dos se dan cuenta de que la muchacha es su hija perdida al ver el amuleto que lleva al cuello. Los soldados llegan y Gudula suplica misericordia, la ignoran mientras arrastran a la joven hacia los andamios con Gudula pateándoles y mordiéndoles. Uno de los guardias la lanza contra el suelo y Gudula muere al golpearse la cabeza.
En el interior de Nôtre-Dame, Quasimodo sigue buscando desesperado a su amiga. En la cima de la torre norte topa a Frollo con gesto demente y mira en la misma dirección que lo hace él, viendo a Esmeralda vestida de blanco, ahorcada en los andamios y agonizando. Quasimodo se vuelve contra su tutor y furioso lo arroja al vacío. El joven llora desesperado lamentando: "¡Era todo lo que una vez amé!".
Quasimodo sale de la ciudad hasta el Gibbet de Montfaucon, donde el cadáver de la joven ha sido arrojado sin ceremonia tras la ejecución. Se abraza a ella y se queda así hasta morir de hambre. Tiempo después, unos excavadores encuentran los esqueletos abrazados. Cuando intentan separarlos, los huesos de Quasimodo se convierten en polvo.

## Adaptaciones cinematográficas
Se han realizado numerosas adaptaciones cinematográficas de la obra, con mayores o menores modificaciones en la trama y el personaje. Habitualmente, Esmeralda es presentada un poco más mayor que su versión literaria, en torno a los veinte años y no dieciséis. Entre las actrices que la han interpretado destacan Theda Bara en una versión perdida de 1917, Patsy Ruth Miller en la versión de 1923 con Lon Chaney como Quasimodo, Maureen O'Hara en la versión de 1939 siendo interpretado Quasimodo por Charles Laughton, Gina Lollobrigida en la de 1956 con Anthony Quinn como el campanero jorobado, y Lesley-Anne Down en la versión para televisión de 1982. En la versión en dibujos animados de Disney de 1996, Esmeralda es una joven amable, independiente e ingeniosa, cuyo mayor deseo es ver a los marginados como Quasimodo y sus compañeros gitanos ser aceptados en la sociedad y ser tratados como personas.
También existe una adaptación en versión musical creada por Luc Piamondon y Richard Cocciante, Notre-Dame de París.
- Datos: Q661491
- Multimedia: Esmeralda (Notre-Dame de Paris) / Q661491